# Вільягарсія-де-Кампос
Вільягарсія-де-Кампос (ісп. Villagarcía de Campos) — муніципалітет в Іспанії, у складі автономної спільноти Кастилія-і-Леон, у провінції Вальядолід. Населення — 377 осіб (2010).
Муніципалітет розташований на відстані близько 200 км на північний захід від Мадрида, 41 км на захід від Вальядоліда.

## Демографія
Динаміка населення (INE ):